# Прилеп (град)
Вижте пояснителната страница за други значения на Прилеп.
Прилеп (изписване до 1945 година: Прилѣпъ; на македонска литературна норма: Прилеп) е четвъртият по големина град в Северна Македония, след столицата Скопие, Куманово и Битоля. Градът е разположен в северната част на областта Пелагония, сред Прилепското поле. Градът е център на едноименната община и е известен като Град на тютюна, заради отглеждания в околностите му тютюн, както и като Градът под Марковите кули – по името на издигащата се над него крепост, която през Средновековието е средище на Прилепското кралство, управлявано от Марко Мърнявчевич (Крали Марко).

## География
Прилеп се намира на 73 километра по права линия южно от столицата на Северна Македония, Скопие, и на 25 километра източно от Крушево. Разположен е на реките Дабничица и Оревойчка, които се съединяват в една обща река, наречена Градска или Прилепска при западния край на града, където е била воденицата Карабдалица. Южната част на града, в миналото наричана Ридът, на която са били гробищата е по-висока от останалия град с 20–40 m. От три страни градът е заобиколен от планински разклонения на Шар, Бабуна и Нидже- на север са Маркови кули, Трескавец (Златовръх), Присадски. На североизток са Богула (Верула), Козяк, Ленишка. На юг – Селечката планина.

## История
Във втората половина на VII век Прилепското поле е център на Българската държава на хан Кубер в Македония. От IX век, след похода на хан Пресиян в 836 година, Прилеп е българско средище до завладяването на Българското царство от Византия. След началото на XI век многократно е споменаван като част от Пелагонийската епархия на Охридската архиепископия. Градът е освободен от цар Калоян в 1203 година. Провъзгласилият се за цар Стефан Душан го включва за кратко в своето Душаново царство, а в XIV век е столица на независимо княжество на местни самодържавни феодали.
По времето на крал Марко Мърнявчевич (Крали Марко), от 1371 до 1395 година, Прилеп е столица на държавата му.
След завоюването от османците в 1395 година жителите напускат стария град.
Гръцкият просвещенец Атанасиос Псалидас пише в своята „География“ (1818 – 1822), че Перлепе е населяван от „турци и българи, които са най-невежи“.
През 1825 година е основана Прилепската българска община.
В XIX век се оформя днешният център със Старата чаршия. Към средата на века в Прилеп се провежда един от най-големите ежегодни панаири в Македония. В 1860 година оборотът на Прилепския панаир са изчислява между 15 и 18 милиона пиастри.
В 1856 – 1857 година Панайотис Аравантинос пише за Прилеп:
| „ | Прилеп, или обикновено наричан Перлепе, е град в Македония, често пъти споменаван във византийската история. Сега неговото население се състои от 1200 домакинства мохамедански и християнски, като последните са от български род и една част от влашки. | “ |

В 1862 година немският учен Хайнрих Барт пътува из Македония и две години по-късно издава книга, в която освен турското население, споменава и за 11 000 души българи.
Александър Синве („Les Grecs de l’Empire Ottoman. Etude Statistique et Ethnographique“), който се основава на гръцки данни, в 1878 година пише, че в Перлепе (Perlépé) живеят 500 гърци. В „Етнография на вилаетите Адрианопол, Монастир и Салоника“, издадена в Константинопол в 1878 година и отразяваща статистиката на населението от 1873 година, Прилеп е посочен като град с 2661 домакинства с 2300 жители мюсюлмани, 7500 българи, 200 власи и 200 цигани.
В 1890 година при публичен диспут в Санкт Петербург, видният прилепчанин Методий Кусев описва в речта си града като:
| „ | ...чисто българския град Прилеп. | “ |

В началото на XX век градът е център на кааза в Османската империя. Според българския географ Васил Кънчов („Македония. Етнография и статистика“) в началото на XX век Прилѣпъ има 24 520 жители, както следва: 16 900 българи християни, 6200 турци, 480 власи и 960 цигани.
Основният поминък на населението е било занаятчийството, земеделието и търговията. Прочуват се ковашкият и коланджийския занаят. Особено ценени са прилепските брадви, тесли и бакърени съдове. В града и околността се отглежда предимно мак и тютюн.
На Етнографската карта на Битолския вилает на Картографския институт в София от 1901 година Прилеп е център на каза в Битолския санджак с 3525 къщи, от които 2445 къщи български, 80 къщи влашки, 800 къщи албански, 200 къщи турски.
Тоталното мнозинство на християнските жители на града е под върховенството на Българската екзархия. Според статистиката на секретаря на Екзархията Димитър Мишев („La Macédoine et sa Population Chrétienne“), в 1905 година християнското население на Прилеп се състои от 17 085 българи екзархисти, 240 българи патриаршисти гъркомани, 50 гърци и 420 власи. В града има 2 прогимназиални и 2 основни български училища, както и по 1 основно гръцко, румънско и сръбско.
През септември 1910 година, по време на обезоръжителната акция на младотурците в града, властите арестуват над 70 български първенци. Задържани са Петър Ацев, Михаил Попев, Георги Небрежанец, Милан Кафеджия, братя Раеви, Алекси Колищърков, учителят Харалампи Попов, свещениците Иван Попаламов, Георги Шивачев, Михаил Смичков, Димитър Янчулев и други.
При избухването на Балканската война 327 души от Прилеп са доброволци в Македоно-одринското опълчение.
След 1912 година Прилеп споделя съдбата на Вардарска Македония. Над 64 души родом от Прилеп, в редиците на българската армия, загиват на фронта във войните за национално обединение на България.
През април 1941 година германските части предават града на Царство България. По време на българското управление във Вардарска Македония в годините на Втората световна война, инженер Методи Ночев е български кмет на града от 8 август 1941 година до 9 септември 1944 година.
На 11 октомври 1941 година група македонски комунисти под ръководството на Титовия пратеник Лазар Колишевски атакуват полицейски участък в града. Поради тази причина 11 октомври е избран от следвоенното правителство на Югославска Македония за държавен празник.
Според преброяването от 2002 година, Прилеп има 66 246 жители.
| Националност     | Всичко |
| северномакедонци | 61 320 |
| албанци          | 21     |
| турци            | 123    |
| роми             | 4372   |
| власи            | 16     |
| сърби            | 151    |
| бошняци          | 17     |
| други            | 226    |

## Паметници на културата
В местностите Бедем, Градище и Безистен и при древните селища Стибера, Алкомена, Керамия и Колобанса около Прилеп се намират останки от античния период, както и некрополи от преди римско и раннохристиянско време.
Повечето забележителности са от средните векове: крепостта Маркови кули (X век, разширенена в XIV век), изградена от гранитни блокове, е една от най-забележителните на Балканския полуостров. Малката църква „Свети Архангел Михаил“ под крепостта (XI век) е престроена на куполна църква в 1371 – 1395 година.
Църквата „Свети Димитър“ (края на X – началото на XI век) със стенописи от ранния XII век (открити в 1963 година) е била разширена в XIV век. Църквата „Свети Никола“ (края на XII век) е реставрирана в 1960-те години. Там се намират стенописи от XII век и от 1298 г. Забележителни са църквите „Св. св. Петър и Павел“ (XIV век), „Свети Атанасий“ (XIV век), „Света Богородица Пречиста“ (XIV век и 1438 г.), „Успение Богородичино“ (XIV – XVII век) и „Свето Преображение“ (XIV – XVII век). В църквата „Благовещение Богородично“ (1838 година) се намира голям иконостас от резбарите Димитър Станишев и Петър Филипов Гарката, както и икони от А. Зограф и А. Цугаро. Забележителна е и манастирската църква „Свето Преображение“ над село Зързе.
На 8 август 2008 година е осветен основният камък на църквата „Света Петка“ в квартала Точила, посветена на трагичното събитие на Карпалак, където на 8 август 2001 албански терористи от засада убиват 10 войници от Прилеп.
Мюсюлмански паметници на културата в града са Скършена джамия, Чарши джамия (XVI век) и Часовниковата кула от 1858 година.
Известните възрожденци Димитър Миладинов, Райко Жинзифов, Григор Пърличев и Даме Груев са били учители в града.
В града е разположено и германско военно гробище от Първата световна война, възстановено през 2009 г., в което почиват останките и на 60 български войници и офицери. Български военен паметник е открит на 5 май 1942 година зад църквата „Благовещение Богородично“.

## Личности
- Известни прилепчани.

## Побратимени градове
- Асеновград, България